# Paweł Ciećko
Paweł Ciećko (ur. 2 maja 1967 w Jędrzejowie) – polski urzędnik, specjalista ochrony środowiska. W latach 2018–2020 Główny Inspektor Ochrony Środowiska.

## Wykształcenie
Z wykształcenia zootechnik. Studiował na Wydziale Medycyny Weterynaryjnej i Wydziale Zootechnicznym Szkoły Głównej Gospodarstwa Wiejskiego w Warszawie, gdzie w 1995 uzyskał tytuł magistra. Następnie studiował podyplomowo na kierunku Marketing i Zarządzanie w Agrobiznesie na Akademii Rolniczej im. Hugona Kołłątaja w Krakowie.

## Kariera
W latach 1996–1998 pracował w Stowarzyszeniu Naukowo-Technicznych Inżynierów i Techników Przemysłu Spożywczego. W latach 1998–2005 był dyrektorem biura w Krajowej Radzie Drobiarstwa – Izbie Gospodarczej. W 2002 przez kilka miesięcy był Małopolskim Wojewódzkim Inspektorem Skupu i Przetwórstwa Artykułów Rolnych. Na przełomie lat 2002/2003 inspekcję tę przekształcono w Inspekcję Jakości Handlowej Artykułów Rolno-Spożywczych, a Ciećko pozostał w jej strukturach wojewódzkim inspektorem do 2007. W latach 2007–2018 był Małopolskim Wojewódzkim Inspektorem Ochrony Środowiska. Od 2011 jest członkiem Narodowej Rady Ekologicznej. 1 listopada 2018 został powołany na Głównego Inspektora Ochrony Środowiska, przy czym pełnił obowiązki tego organu od sierpnia tego roku. Ze stanowiska tego odwołany został 28 lipca 2020. Od 2019 wchodzi w skład Rady Naukowej Instytutu Meteorologii i Gospodarki Wodnej. W 2020 został wiceprezesem Energi Elektrownie Ostrołęka.
Prowadzi wykłady na Wydziale Rolniczo-Ekonomicznym Uniwersytetu Rolniczego w Krakowie i na Wydziale Chemii Uniwersytetu Jagiellońskiego.
Jest wiceprezesem zarządu małopolskiego oddziału okręgowego Polskiego Czerwonego Krzyża.

## Odznaczenia
- Brązowy Krzyż Zasługi (2017)[10][2]
- Medal Honorowy za Zasługi dla Województwa Małopolskiego (brązowy)[2]